# Calluga longispinata
Calluga longispinata är en fjärilsart som beskrevs av W. Warren 1907. Calluga longispinata ingår i släktet Calluga och familjen mätare. Inga underarter finns listade i Catalogue of Life.